# Virtuella Vita Tornet
Virtuella Vita Tornet, eller VVT som det ofta förkortas till, var ett textbaserat rollspel baserat på Robert Jordans bokserie Sagan om Drakens återkomst.

## Historia
Virtuella Vita Tornet startades den 21 augusti 1999 av Malin Granfors och Ulrica Mossberg. Det hela byggde på en idé från Malin som efter att ha besökt en av de engelska motsvarigheterna föreslog en svensk variant. De första trevande försöken att rollspela sköttes över e-post på Dragonsworn och med hjälp av små inlägg på Internet blev fler och fler intresserade av att spela. När Malin och Ulrica senare skickade in en liten notis till Expressen B.O växte Tornet, och sedan rullade det på. Från 2001 och framåt skedde rollspelandet via IRC och forum och efter 2005 i första hand via forum. Aktiviteten var som störst mellan 2001 och 2006 då föreningen uppskattningsvis hade ca 40-50 regelbundet spelande medlemmar. 2013 hade antalet medlemmar minskat till ett tiotal och rollspel skedde alltmer sporadiskt. 2016 lades VVT formellt ner. VVT var mellan 2004 och 2015 anslutet till Sverok (Sveriges roll- och konfliktspelsförbund). 

## Spelsystem
Den grundläggande strukturen i VVT förblev densamma genom alla år och gick ut på att med hjälp av fiktiva rollspelskaraktärer skildra livet i böckernas Vita Tornet. En karaktär skapades i regel som novis eller väktarlärling (senare kallat rekryt) och passerade genom diverse utbildningssystem för att slutligen nå graden Aes Sedai eller Väktare. Rollspelets fokus kretsade kring att spela olika undervisningssituationer men personliga relationer karaktärer emellan var i princip lika vanliga. En del politiska intriger figurerade också under rollspelets historia, både i Vita Tornet mellan främst Aes Sedaier men också på andra håll i världen (kallat "länderna"). 

## Social gemenskap
Förutom själva rollspelandet ägnade sig VVT:s medlemmar mycket åt sociala relationer och aktiviteter, i första hand i form av IRL-träffar runtom i Sverige. Mellan 2001 och 2006 ägde träffar rum flera gånger om året, därefter mer sällan. 